# مانويل كاستليس
مانويل كاستيلس أوليفان (بالإسبانية: Manuel Castells Oliván)‏ ( تلفظ بالإسبانية: ‎/kasˈtels/‏ ؛ النطق الكتالاني : [kəsˈteʎs] ؛ من مواليد 9 فبراير 1942) عالم اجتماع إسباني مرتبط بشكل خاص بالبحث في مجتمع المعلومات والتواصل والعولمة. في يناير 2020، تم تعيينه وزيرًا للجامعات في حكومة سانشيز الثانية بإسبانيا. 
وهو أستاذ علم الاجتماع، جامعة أوبيرتا دي كاتالونيا (UOC)، في برشلونة. وهو أيضًا أستاذ جامعي وأستاذ كرسي في واليس أننبرغ لتكنولوجيا الاتصالات والمجتمع في كلية أننبرغ للاتصالات، جامعة جنوب كاليفورنيا في لوس أنجلوس. وهو أستاذ فخري في علم الاجتماع، وأستاذ فخري لتخطيط المدن والتخطيط الإقليمي في جامعة كاليفورنيا في بيركلي، حيث درس لمدة 24 عامًا. وهو زميل كلية سانت جون بجامعة كامبريدج. يشغل البروفيسور كاستيلس رئاسة Network Society، Collège d'Études Mondiales، باريس.
صنفه المسح البحثي 2000-2014 لمؤشر الاقتباس في العلوم الاجتماعية على أنه خامس أكثر علماء العلوم الاجتماعية استشهاداً في العالم، وأهم باحث في مجال الاتصالات. 
حصل على جائزة Holberg لعام 2012،  لأنه "شكل فهمنا للديناميكيات السياسية للاقتصادات الحضرية والعالمية في مجتمع الشبكة.  في عام 2013 حصل على جائزة بلزان لعلم الاجتماع.

## المنشورات والمؤلفات
ألف أكثر من عشرين كتاباً منها:  
- السؤال الحضري. نهج ماركسي ( آلان شيريدان، مترجم). لندن، إدوارد أرنولد (1977) (المنشور الأصلي بالفرنسية، 1972)
- المدينة والطبقة والقوة. لندن. نيويورك، ماكميلان ؛ مطبعة سانت مارتينز (1978)
- الأزمة الاقتصادية والمجتمع الأمريكي. برينستون، نيوجيرسي، برينستون أب (1980)
- المدينة والجذور الشعبية: نظرية عبر الثقافات للحركات الاجتماعية الحضرية. بيركلي: مطبعة جامعة كاليفورنيا (1983)
- مدينة المعلومات: تقنية المعلومات، وإعادة الهيكلة الاقتصادية، والعملية الإقليمية الحضرية. أكسفورد، المملكة المتحدة ؛ كامبريدج، ماساتشوستس: بلاكويل (1989)
- Technopoles في العالم: صناعة مجمعات القرن الواحد والعشرين الصناعية. لندن، نيويورك: روتليدج (1994)
- ثلاثية عصر المعلومات:

- مجرة الإنترنت، تأملات في الإنترنت والأعمال والمجتمع. أكسفورد، مطبعة جامعة أكسفورد (2001)
- مجتمع المعلومات ودولة الرفاهية: النموذج الفنلندي. Oxford UP، أكسفورد (2002) (مؤلف مشارك، بيكا هيمانين )
- مجتمع الشبكة: منظور متعدد الثقافات. شلتنهام، المملكة المتحدة ؛ نورثامبتون، ماساتشوستس، إدوارد إلغار (2004)، (محرر ومؤلف مشارك)، (ردمك 978-1-84542-435-0).
- مجتمع الشبكة: من المعرفة إلى السياسة. واشنطن العاصمة، مركز العلاقات عبر الأطلسي (2006) (محرر مشارك)
- الاتصالات المتنقلة والمجتمع: منظور عالمي. كامبريدج، ماساتشوستس، مطبعة معهد ماساتشوستس للتكنولوجيا (2006) (مؤلف مشارك)
- قوة الاتصال. أكسفورد / نيويورك، مطبعة جامعة أكسفورد (2009)(ردمك 978-0-19-956704-1)
- التداعيات: ثقافات الأزمة الاقتصادية. أكسفورد، المملكة المتحدة: مطبعة جامعة أكسفورد (2012)(ردمك 978-0-19-965841-1)
- شبكات الغضب والأمل. الحركات الاجتماعية في عصر الإنترنت. كامبريدج، ماساتشوستس، بوليتي برس (2012)(ردمك 978-0-74-566284-8)

## مقالات ذات صلة
- الفردانية الشبكية
- باري ولمان

## روابط خارجية
- صفحة ويب من Castells في USC Annenberg
- صفحة ويب من Castells في جامعة كاليفورنيا في بيركلي (قائمة الأستاذ الفخري )
- موقع مخصص لعمله، من إعداد جامعة كاتالونيا المفتوحة
- بث فيديو لمقابلة مدتها ساعة مع Castells، أجريت في عام 2001
- مؤتمر عن أبحاثه الفعلية حول الحركات الاجتماعية الضخمة المشاركة في حركات الينابيع العربية والاحتلال.
- المجلة الدولية للتواصل الأكاديمي هي مجلة مشتركة في تأسيسها كاستلس، تأسست عام 2007
- عالم الاتصالات لمانويل كاستيلز، مقالة شهرية حصرية لمانويل كاستيلز في Media Coolhunting.
- الصوت: مانويل كاستيلز في محادثة في برنامج المناقشة " المنتدى العالمي" لهيئة الإذاعة البريطانية
- دفق الفيديو: مانويل كاستيلز، أكتوبر 2009، الكلمة الرئيسية في معهد الإنترنت بجامعة أكسفورد لإصدار كتابه الجديد، "قوة الاتصال"
- Video Stream: Manuel Castells March 2010 at USC Annenberg, International Seminar on Network Theory على يوتيوب